# باول ديفلن
باول ديفلن (بالإنجليزية: Paul Devlin)‏ هو لاعب كرة قدم بريطاني، ولد في 14 أبريل 1972 في برمنغهام في المملكة المتحدة. شارك مع منتخب اسكتلندا لكرة القدم. أما مع النوادي، فقد لعب مع برمنغهام سيتي وشيفيلد يونايتد ونادي بوهيميان ونادي تاموورث ونادي واتفورد ونادي والسول ونوتس كاونتي.

## وصلات خارجية
- باول ديفلن على موقع الاتحاد الإسكتلندي (الإنجليزية)
- باول ديفلن على موقع قاعدة بيانات كرة القدم.إي يو (الإنجليزية)
- باول ديفلن على موقع ناشيونال فوتبول تيمز (الإنجليزية)
- باول ديفلن على موقع Soccerbase.com (لاعب) (الإنجليزية)
- باول ديفلن على موقع عالم كرة القدم.نت (الإنجليزية)